# Kéfeus
Kéfeus (řecky Κηφέας, latinsky Cepheus) je v řecké mytologii synem egyptského krále Béla a jeho manželky Anchinoy. Byl etiopským králem.
Se svou manželkou, královnou Kassiopeiou, měl krásnou dceru Andromedu. Pro manželčinu pýchu a chlubivost, v níž urazila mořské nymfy tvrzením, že jejich krása se její nemůže ani jen přiblížit, natož rovnat, bylo celé království potrestáno bohem moří Poseidónem. Seslal na zemi potopu a navíc mořskou příšeru, která zemi sužovala a ničila.
Král se dotázal ve věštírně o radu a bylo mu řečeno, že zemi zachrání jenom to, bude-li obludě obětována královská dcera Andromeda. A v království se nenašel nikdo, kdo by princeznu zachránil. Nenabídl to ani králův bratr Fíneus, jemuž byla Andromeda odedávna přislíbena.
Tou dobou se hrdina Perseus se vracel z nebezpečné cesty, na níž v těžkém boji usmrtil Gorgonu Medúsu a její smrtící hlavu nesl Polydektovi, králi na ostrově Serifos. Perseus měl ještě u sebe dary bohů - okřídlené střevíce, přilbu neviditelnosti a kouzelný meč. Když z výšky zahlédl nahou dívku na mořském břehu, snesl se na zem, kde nedaleko úzkostně sledovali svou dceru královští rodiče. Krátce s nimi promluvil a uzavřel dohodu, že Andromedu osvobodí stane-li se jeho manželkou. Rodiče souhlasili a Perseus vybojoval s obludou dlouhý a těžký zápas. Nakonec se vítězství přiklonilo k Perseovi a Andromeda byla volná.
V paláci se brzy nato konala královská svatba. Královna Kassiopeia zradila svůj slib Perseovi, povolala na svatební hostinu bývalého nápadníka Fínea i s oddílem jeho vojska a vzplanul boj. Perseus se statečně postavil, avšak přesila nepřátel byla tak velká, že musel zasáhnout osudově. Vykřikl na své přátele, aby odvrátili zrak, z mošny vytáhl hlavu Medúsy a v okamžiku Fíneus a jeho vojsko zkameněli.
Po Kéfeovi je pojmenováno souhvězdí severní oblohy Cefeus.